# 앤서니집박쥐
앤서니집박쥐(Hypsugo anthonyi)는 애기박쥐과에 속하는 박쥐의 일종이다. 중국과 라오스, 태국 그리고 베트남에서 발견된다. 미얀마 카친 주의 해발 2134m에서 발견한 유일한 표본만이 알려져 있다. 분류 상태는 불확실하지만, 현재 검은집박쥐속(Hypsugo)으로 분류(이전에는 집박쥐속(Pipistrellus)으로 분류)하고 있으며, 멧박쥐속(Nyctalus) 또는 로후박쥐속(Philetor)에 속할 수도 있다. 앤서니집박쥐에 대한 정보가 거의 없기 때문에 IUCN 적색 목록에서 "정보부족종"(Data Deficient)으로 분류하고 있다.